# شتاين أولاف هيستاد
شتاين أولاف هيستاد (بالنرويجية البوكمول: Stein Olav Hestad)‏ هو لاعب كرة قدم نرويجي في مركز الوسط، ولد في 30 يونيو 1952 في مولده في النرويج. شارك مع منتخب النرويج تحت 21 سنة لكرة القدم. أما مع النوادي، فقد لعب مع نادي مولده.

## وصلات خارجية
- شتاين أولاف هيستاد على موقع اتحاد النرويج (النرويجية)